# بنيامين لو بينتو
بنيامين لو بينتو (بالفرنسية: Benjamin Lo-Pinto) (مواليد 11 مارس 1976) هو سبّاح سيشلي، مثّل بلاده في الألعاب الأولمبية الصيفية 2000.

## روابط خارجية
بنيامين لو بينتو على موقع الاتحاد الدولي للسباحة (الإنجليزية)
- بنيامين لو بينتو على موقع SwimRankings.net (الإنجليزية)
- بنيامين لو بينتو على موقع اللجنة الأولمبية الدولية (الإنجليزية)
- بنيامين لو بينتو على موقع أوليمبيديا (الإنجليزية)